# Ваки, Вилиами
Вилиами Лаукау Ваки (англ. Viliami Laukau Vaki, родился 27 апреля 1976) — тонганский регбист, выступавший на позициях замка (лока) и фланкера, участник двух чемпионатов мира в составе сборной Тонги.

## Биография
На протяжении своей карьеры выступал за тонганский клуб «Лавенгамалие», за клубы «ГРАН» из Пармы и «Реджо» из Реджо-нель-Эмилия в итальянском чемпионате, за французский «Перпиньян», с которым в 2009 году выиграл чемпионат Франции, а также за команду «Бержерак» в лиге Федераль 3, то есть одном из низших дивизионов первенства Франции. Карьеру игрока завершил по окончании сезона 2013/2014.
В составе сборной Тонга дебютировал в стартовом составе 25 мая 2001 года в Нукуалофа матчем против Фиджи, сыграв ещё четыре тест-матча в том же году против Фиджи, Самоа, Шотландии и Уэльса. В 2002 году провёл ещё пять матчей: один против Японии и по два против Фиджи и Самоа. В 2003 году сыграл четыре тест-матча в середине года и был заявлен на чемпионат мира в Австралии, сыграв четыре матча против Италии, Уэльса, Новой Зеландии и Канады. Очками Ваки не отметился, а команда проиграла все матчи группового этапа.
В июне 2005 года Ваки вернулся в сборную Тонга, сыграв против Фиджи и Самоа, в том же году в ноябре в играх против Италии и Франции был капитаном. В 2007 году его сборная сыграла на чемпионате мира во Франции, а Ваки провёл все четыре матча группового этапа против США, Самоа (оба раза победили), ЮАР и Англии (оба раза проиграли). В игре против США Ваки занёс попытку после перевода мяча с правого фланга ближе к центру, сделав счёт 23:15 в пользу Тонга, а реализация принесла тонганцам победу 25:15. В игре против ЮАР к заносу привела ошибка южноафриканцев в атаке, когда Перси Монтгомери выронил мяч: после прорыва по правому флангу результативную передачу ногой сделал Вунгакото Лило, и Ваки прибежал к мячу, который уже был в зачётной зоне. Счёт стал 27:20 в пользу ЮАР, но южноафриканцы не позволили тонганцам вырвать победу и победили со счётом 30:25. Итого с 2001 по 2008 год Ваки провёл 33 матча в составе сборной Тонги по регби-15, в которых занёс 7 попыток и не набирал очков иными способами (по данным проекта ESPN Scrum).
В активе Ваки также есть три игры за сборную тихоокеанских государств «Пасифик Айлендерс». Кроме того, Ваки играл за сборную Тонги по регби-7 на Играх Содружества 2002 года, где тонганцы стали десятыми.
По завершении игровой карьеры работает тренером, занимал тренерские должности в клубе «Реджо» (в 2018 году сменившем название на «Валорагби Эмилия»). По состоянию на март 2024 года — тренер игроков 2010—2011 годов рождения в этом клубе.
Женат на уроженке Реджо-нель-Эмилия, у супругов двое сыновей.
В январе 2022 года, после того как вулканическое извержение и цунами привели к человеческим жертвам (и в Тонге, и за её пределами) и нанесли Тонге многомиллионный ущерб, В. Ваки призвал регбийное сообщество оказать помощь своей родине и организовал сбор пожертвований.